# Drosera burmannii
Drosera burmannii (лат.) — вид плотоядных растений рода Росянка (Drosera) семейства Росянковые (Droseraceae), произрастает в Австралии, Индии, на Тайване, в Китае, Японии и Юго-Восточной Азии.

## Ботаническое описание
Drosera burmannii — небольшое округлое однолетнее травянистое плотоядное растение, достигает 2 см в диаметре. У этого вида одна из самых быстрых ловушек в роде росянок: её листья могут закрыться вокруг пойманного насекомого всего за несколько секунд, по сравнению с минутами или часами, которые требуются другим росянкам, чтобы окружить свою жертву. Поскольку D. burmannii однолетник, растение производит большое количество семян.
Стебель короткий, листья собраны в розетку. Листья клиновидной формы 8—10 мм в длину и 5—6 мм в ширину. Белые цветки растут в группах от 3 до 10, собранные в кисти, на цветоножках высотой 6—15 см. Одно растение может иметь от одного до трёх соцветий.

## Таксономия
Краткое описание вида было впервые сделано голландским врачом и ботаником Паулем Германом и впервые опубликовано после его смерти британским ботаником Уильямом Шерардом в Musaeum Zeylanicum. Более подробное описание было опубликовано Йоханнесом Бурманом в 1737 году в его публикации о флоре Цейлона и дано полиномиальное название Ros solis foliis circa radicem in orbem dispositis. Однако вид официально не публиковался до 1794 года, когда Мартин Валь назвал его в честь Бурмана как Drosera burmanni (орфография видового эпитета было исправлено на burmannii). В 1871 году Генрих Густав Райхенбах описал новый вид D. dietrichiana, названный в честь его первооткрывателя Амалии Дитрих. В своей монографии 1906 года о росянковых Людвиг Дильс сократил этот вид до разновидности D. burmannii. Эта разновидность была описана как более крупное и крепкое растение, чем D. burmannii var. burmannii. Как D. dietrichiana, так и разновидность D. burmannii var. burmannii в настоящее время считаются синонимами D. burmannii.

## Распространение
Ареал Drosera burmannii включает Австралии, Индию, Тайвань, Китай, Японию и Юго-Восточную Азию.

## Культивирование и применение
В природе D. burmannii является однолетним, но при выращивании в холодные месяцы в закрытом помещении, вид может жить много лет. Drosera burrmannii считается мощным агентом в Аюрведе.